# Дашево
Дашево (пол. Daszewo, нім. Dassow) — село в Польщі, у гміні Карліно Білоґардського повіту Західнопоморського воєводства.
Населення — 685 осіб (2011).
У 1975-1998 роках село належало до Кошалінського воєводства.

## Демографія
Демографічна структура станом на 31 березня 2011 року:
|          | Загалом | Допрацездатний вік | Працездатний вік | Постпрацездатний вік |
| -------- | ------- | ------------------ | ---------------- | -------------------- |
| Чоловіки | 345     | 69                 | 252              | 24                   |
| Жінки    | 340     | 69                 | 213              | 58                   |
| Разом    | 685     | 138                | 465              | 82                   |